# Comuna Loznița, Razgrad
Obștina Loznița  (comuna Loznița) este o unitate administrativă în regiunea Razgrad din Bulgaria. Cuprinde un număr de 16 localități.  Reședința sa este orașul Loznița. Localități componente:
| - Beli Lom - Ciudomir - Goroțvet - Gradina - Kamenar - Kroiaci - Lovsko - Loznița | - Manastirsko - Manastirți - Seidol - Sinea Voda - Studeneț - Trăbaci - Trapiște - Veselina |

## Demografie
Componența etnică a comunei Loznița
     Turci (47,92%)
     Nicio identificare (19,03%)
     Bulgari (30,35%)
     Romi (0,63%)
     Altele (2,05%)
La recensământul din 2011, populația comunei Loznița era de 9.265 locuitori. Nu există o etnie majoritară, locuitorii fiind turci (47,92%) și bulgari (30,35%). Pentru 19,03% din locuitori nu este cunoscută apartenența etnică.